# Brianna Brown
Brianna Lynn Brown (ur. 2 października 1979 w Saint Paul) – amerykańska aktorka, która wystąpiła m.in. w serialu Pokojówki z Beverly Hills.

## Filmografia

### Filmy
| Rok  | Tytuł                       | Rola                  | Uwagi            |
| ---- | --------------------------- | --------------------- | ---------------- |
| 2001 | Zwierzak                    | Other Mob             |                  |
| 2003 | Yuri & Me                   | Dee Dee               | krótkometr.      |
| 2003 | Wydział zabójstw, Hollywood | Shawna                |                  |
| 2004 | Spider-Man 2                | Pasażerka pociągu     |                  |
| 2005 | 40-letni prawiczek          | Bar Girl              |                  |
| 2005 | Rozmowy z innymi kobietami  | Bride                 |                  |
| 2005 | Ex Post Facto               | Lynn                  | krótkometr.      |
| 2005 | Adam i Ewa                  | Cindy                 |                  |
| 2006 | Night of the Living Dead 3D | Barb                  |                  |
| 2006 | Love's Abiding Joy          | Melinda Klein         |                  |
| 2007 | Wpadka                      | przyjaciółka Alison   |                  |
| 2007 | No Destination              | Aryl                  | krótkometr.      |
| 2007 | Ofiara spełniona            | Sheryl                |                  |
| 2010 | Pierwotny instynkt          | Alexis                |                  |
| 2010 | The Encounter               | Bretta Louie Van Seil |                  |
| 2011 | Retail Therapy              | Brianna Hyatt         | krótkometr.      |
| 2013 | Screwed                     | Jen                   |                  |
| 2015 | Kiss Me, Kill Me            | Amanda                |                  |
| 2017 | The Evil Within             | Susan                 | nakręcony w 2002 |
| 2017 | Fist Fight                  | Reporterka            |                  |
| 2018 | Hollywood Checkmate         | Brianna Brown         | dokumentalny     |
| 2018 | Elevate                     | Bretta Louie          |                  |

### Telewizja
| Rok       | Tytuł                                              | Rola                      | Uwagi          |
| --------- | -------------------------------------------------- | ------------------------- | -------------- |
| 1999      | Search for the Jewel of Polaris: Mysterious Museum | Kim                       | film TV        |
| 1999–2000 | Luzaki i kujony                                    | Cheerleaderka / Blondynka | 2 odc.         |
| 2003      | Lost at Home                                       | Lisa                      | 2 odc.         |
| 2006      | Shark                                              | Carrie Reed               | 2 odc.         |
| 2007      | Dash 4 Cash                                        | Noelle                    | film TV        |
| 2010–2011 | General Hospital                                   | Lisa Niles                | w gł. obsadzie |
| 2011      | Homeland                                           | Lynne Reed                | 2 odc.         |
| 2012      | True Blood                                         | Leda                      | 3 odc.         |
| 2012      | Dating Rules from My Future Self                   | Noelle Williams           | 2 odc.         |
| 2013–2015 | Pokojówki z Beverly Hills                          | Taylor Stappord           | w gł. obsadzie |
| 2014      | Graceland                                          | Kelly Badillo             | 4 odc.         |
| 2015–2019 | EastSiders                                         | Hillary Whitfield         | 13 odc.        |
| 2016      | Agenci NCIS: Nowy Orlean                           | Melody James              | 3 odc.         |
| 2017      | Secrets in Suburbia                                | Gloria                    | film TV        |
| 2017–2018 | Dynastia                                           | Claudia Blaisdel          | 12 odc         |

Grała także w pojedynczych odcinkach licznych seriali, m.in. Castle, Mentalista i Cioteczka Mick.